# Appias clementina
Appias clementina är en fjärilsart som först beskrevs av Felder 1860.  Appias clementina ingår i släktet Appias och familjen vitfjärilar. Inga underarter finns listade i Catalogue of Life.